# Kybernetisierung
Als Kybernetisierung (abgeleitet von Kybernetik) bezeichnet man die selbstreferentielle Schließung eines informationellen Netzwerks oder Systems, welches sich zunehmend selbst steuert und reguliert. Mit selbstreferentieller Schließung ist gemeint, dass das System nicht auf Informationen und Steuerungsimpulse von außen angewiesen ist.

## Technische und soziotechnische Systeme
Kybernetisierung technischer oder soziotechnischer (auch Arbeits-)Systeme bezeichnet die Ablösung traditioneller Steuerungs- und Kontrollkonzepte durch Mechanismen der Selbstregulation, Rückkopplung und Vernetzung. Die sog. Cyborg science reflektiert in diesem Zusammenhang die Durchdringung der Soziosphäre und des menschlichen Körpers mit Technik.

## Soziale Systeme
Mit dem Begriff der Kybernetisierung sozialer Systeme wird die Erhöhung ihrer reflexiven Selbstorganisationsfähigkeit auf Basis jenseits klassischer Disziplinierungs- und Kontrollformen bezeichnet. Lernen ist dabei eine wichtige Form der Rückkopplung. Es stützt sich auf symbolische Informationsinfrastrukturen, beginnend mit der Schrift bis hin zu Big Data, sowie zunehmend auf körpernahe Technik wie das Smartphone.

## Pädagogik
Während die Kybernetik den Menschen als komplexen Funktions- und Verhaltensmechanismus auffasst, der sich nicht prinzipiell von Maschinen unterscheidet, und in den 1960er Jahren große Hoffnungen in eine verhaltens- und informationstheoretische Durchdringung und Strukturierung des pädagogischen Prozesses gesetzt wurden, wird in der Pädagogik Kybernetisierung heute allenfalls noch im Sinne der der Erhöhung der Lernfähigkeit von Individuen im Modus einer gesteuerten Entwicklung verstanden, wobei Steuerung Selbststeuerung und Selbsttätigkeit meint.

## Journalismus
Im Journalismus und in der neueren Medientheorie bezeichnet man mit Kybernetysisierung die Tendenz, dass sich journalistische Arbeitsroutinen zunehmend auf andere journalistische Arbeitsroutinen und nicht mehr auf die Rezipienten bzw. auf das Publikum beziehen; es handelt sich dabei um eine kybernetische Schließung des Systems.
Nach dieser Hypothese werden „Themen […] nicht in Hinblick auf potentielle Interessen in der Umwelt (also: auf Publika) gemacht, sondern in Hinblick auf die Optimierung und Aufrechterhaltung des Redaktionsgefüges und der eigenen Position innerhalb des Redaktionssystems […]; journalistische Themen-Präferenzen werden damit hochgradig kontingent und spiegeln lediglich, was andere Journalisten interessiert (bzw. was Journalisten glauben, daß die Menschen interessiert)“.
Das Phänomen wird zusammen mit anderen Beobachtungen als Autopoietisierung oder Autologisierug des Journalismus bezeichnet.